# Colgenstein-Heidesheim
Colgenstein-Heidesheim – miejscowość będąca częścią Obrigheim (Pfalz) w kraju związkowym Nadrenia-Palatynat, w powiecie Bad Dürkheim. Okolica znana jest z produkcji wina.

## Położenie
Część miasta ze swoimi dwoma osadami Heidesheim (zachodnia część) i Colgenstein (wschodnia część) leży nad prawym brzegiem potoku.
Na północ od Hesji Nadreńskiej znajduje się Heidesheim, dzielnica miasta Ingelheim am Rhein.

## Historia
Pierwszy kościół został wymieniony w „Kodeksie Edelini”, za rok 985. W tak zwanym salickim rabunku kościoła brakowało wtedy bazyliki z należącym do niej majątkiem dworu księcia Ottona I.
Obie te części miasta należały później, jako lenno hrabiostwa od Leiningen; najpierw, do końca czasu lennego, do hrabiostwa Leiningen-Heidesheim. Od 1787 rezydował hrabia Wenzel Joseph zu Leiningen-Heidesheim na budowanym od 1609 zamku Heidesheim, który został w 1794 spalony przez francuzów. Park zamkowy zachował się do dziś.
Do 1927 miasto nosiło tylko nazwę Colgenstein. DO 1969 Colgenstein-Heidesheim było niezależną społecznością z 724 mieszkańcami. W ciągu drugiej połowy 1960 roku zaczęły się w Nadreniu-Palatyńskim reformy administracyjne, które 7- go czerwca 1969, te mniejsze społeczności, przy środkowym potoku – Albsheim an der Eis, Colgenstein-Heidesheim i Mühlheim an der Eis – w formie nowego szkolenia społecznościowego z większą społecznością Obrigheim pod nazwą Obrigheim (Pfalz) razem połączono. Zarazem zmieniono zarządzających w grupie. Landkreis Frankenthal (Pfalz) został 7 czerwca 1969 rozwiązany. 22 kwietnia 1972 nowa społeczność Obrigheim została przyporządkowana gminie związkowej Grünstadt-Land.

## Gospodarka i infrastruktura
W mieście uprawiane jest rolnictwo, na pierwszym miejscu jest produkcja wina. Pracownicy w przemyśle i w sektorach służbowych dojeżdżają do pracy przede wszystkim z Mannheim i Ludwigshafen.

## Dojazd
Idealne połączenie jest przez podporządkowane ku temu ulice, które są z otoczeniem połączone. Ze stacjami Obrigheim-Colgenstein i Heidesheim (Pfalz) miasto miało wcześniej połączenie z odcinkiem kolejowym Worms–Grünstadt, na którym w 1968 ruch został dostosowany do podróżujących.

## Osoby, związane z tym miejscem
- Christian Karl Reinhard (Leiningen-Dagsburg-Falkenburg) – (1695–1766)
- Maria Luise Albertine zu Leiningen-Dagsburg-Falkenburg – (1729–1818)

## Galeria

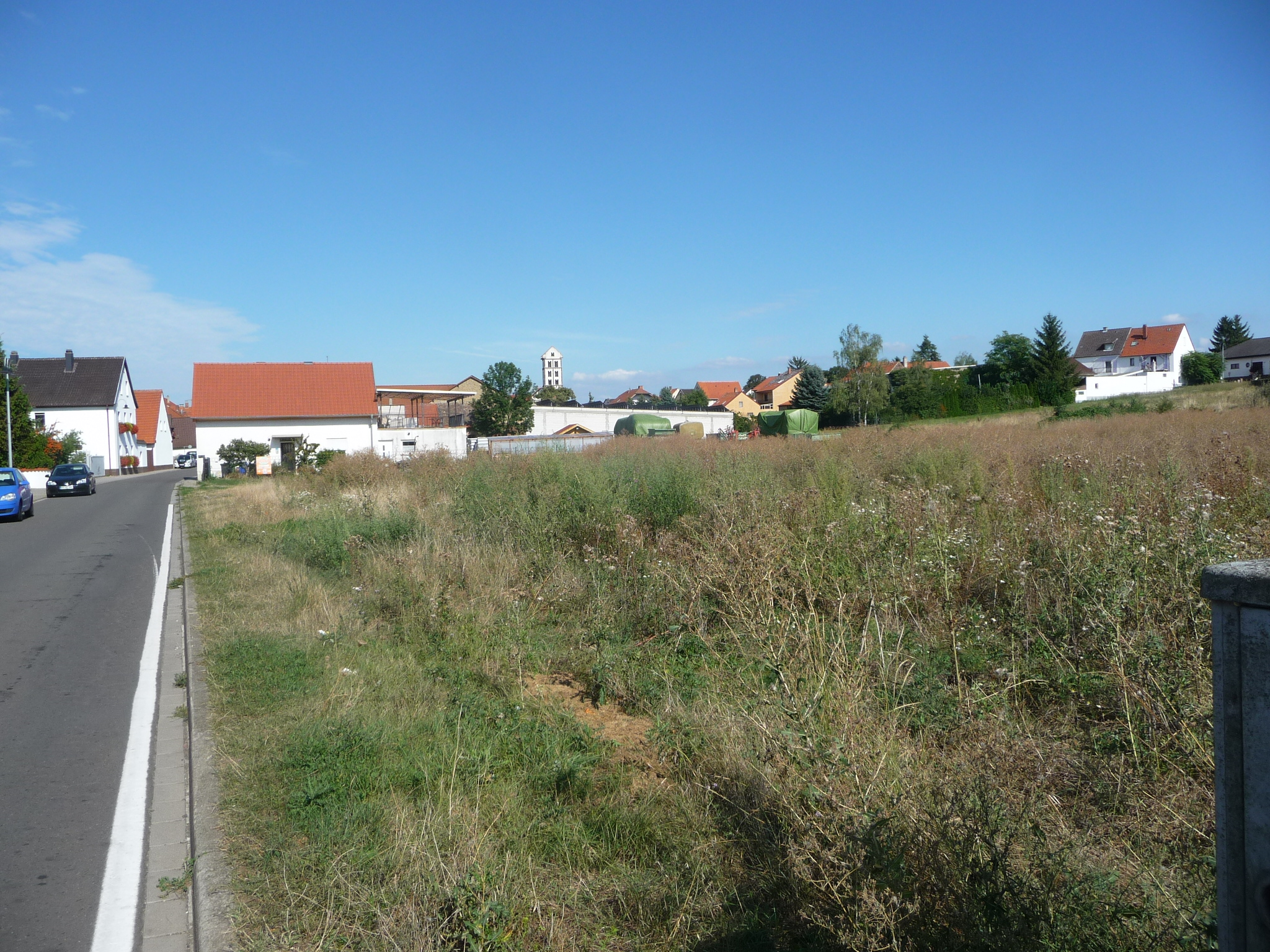
Zdjęcie miasta Colgenstein
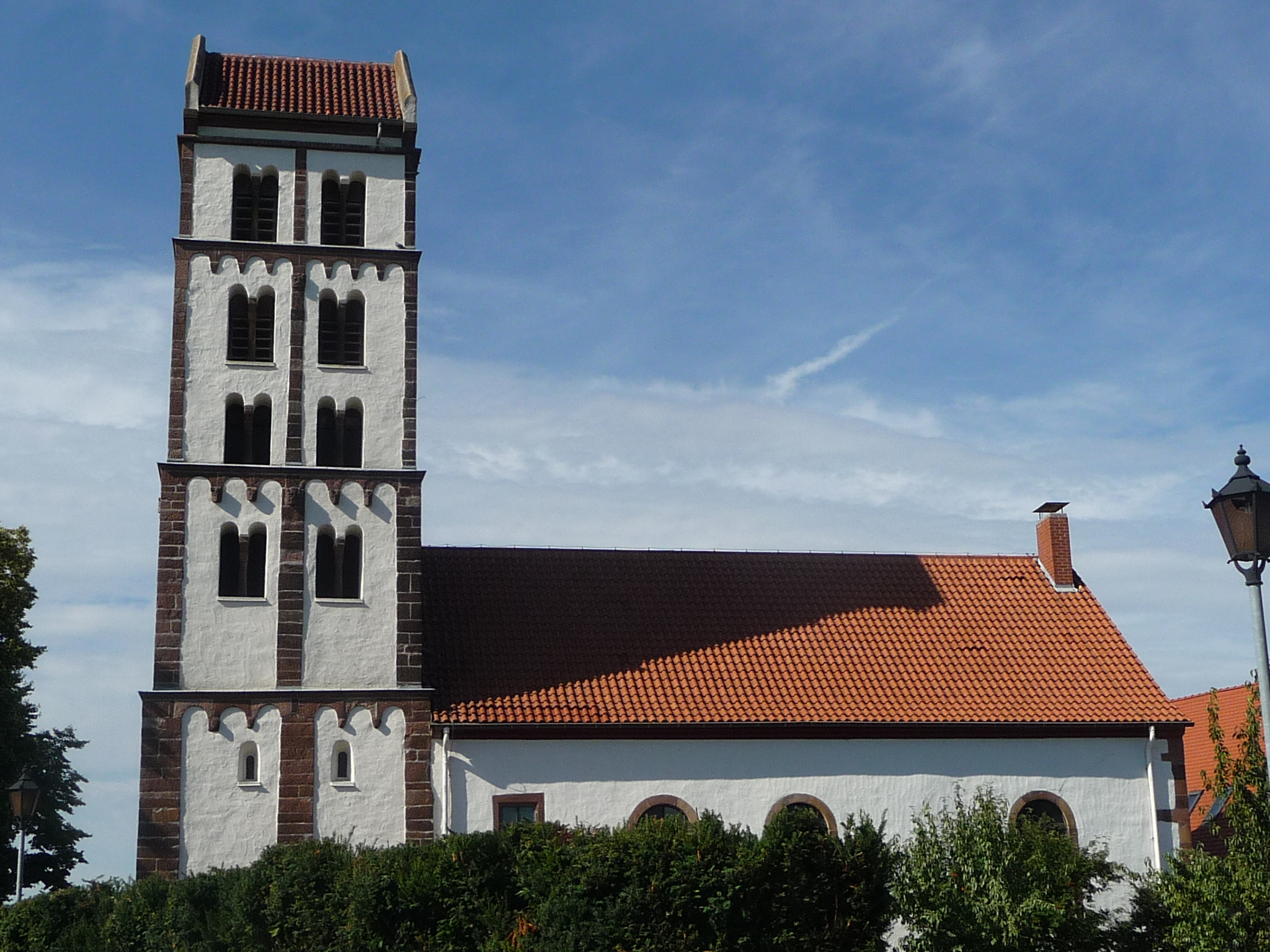
Kościół w Colgenstein
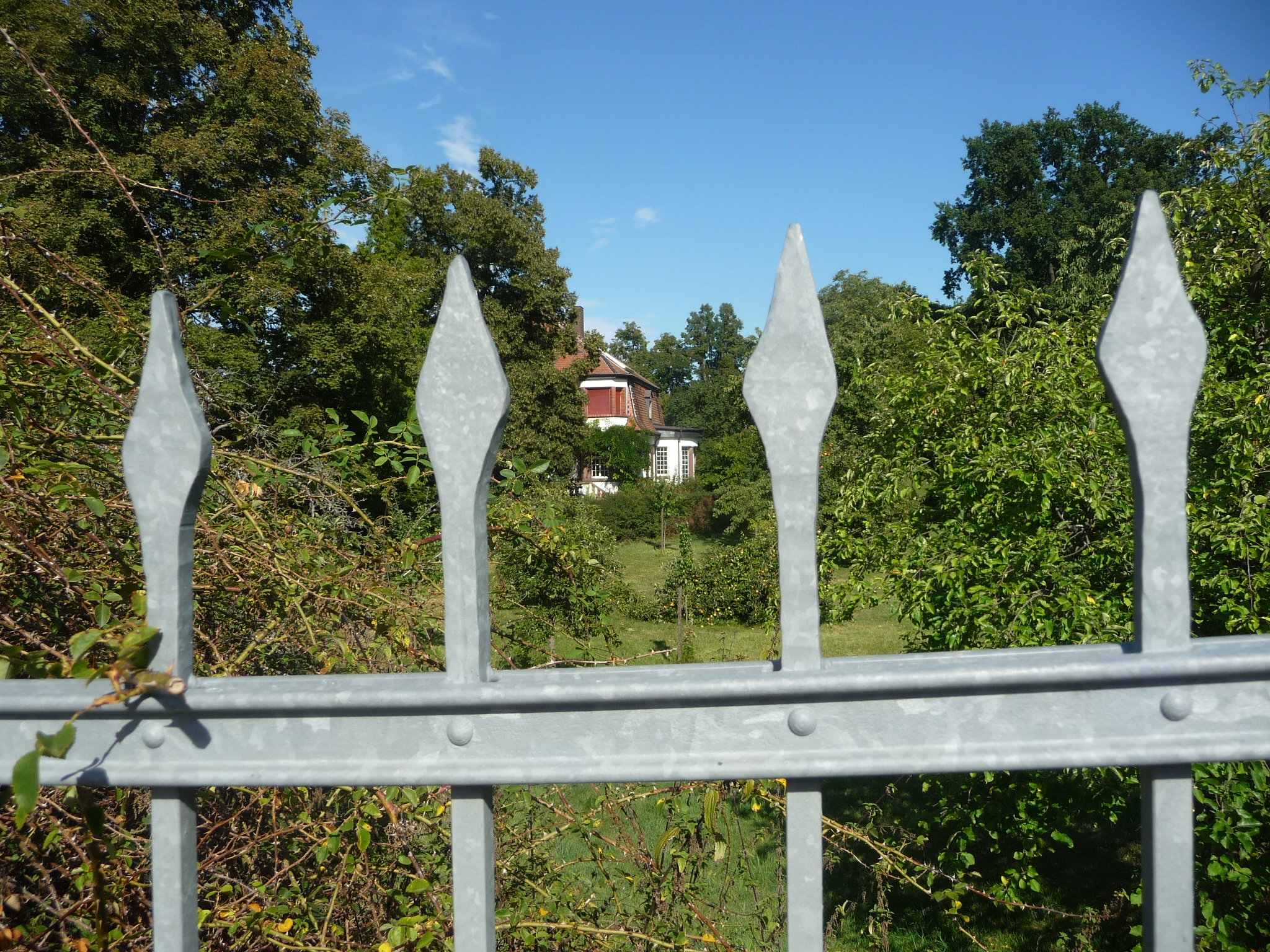
Park zamkowy Heidesheim
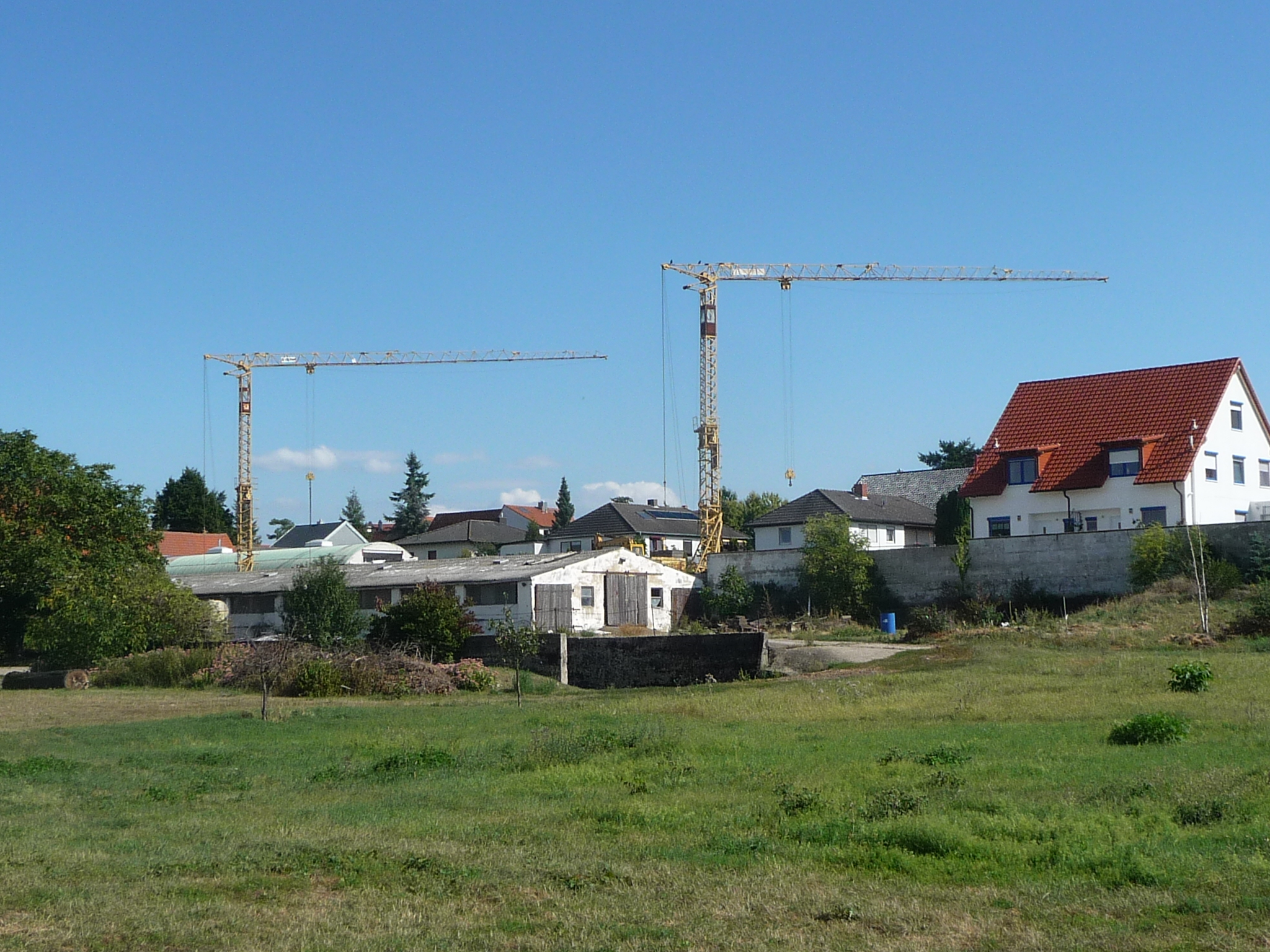
Zdjęcie miasta Heidesheim